# Max-Josef Pemsel
Max-Josef Pemsel (15 janvier 1897 à Ratisbonne - 30 juin 1985 à Ulm) est un Generalleutnant allemand qui servit au sein de la Heer dans la Wehrmacht pendant la Seconde Guerre mondiale. Il ordonna un crime de guerre en Yougoslavie en 1941 en faisant exécuter des prisonniers. 
Il reçut en 1944 la Croix de chevalier de la Croix de fer. Cette décoration était attribuée pour récompenser un acte d'une extrême bravoure sur le champ de bataille ou un commandement militaire avec succès.

## Biographie
Max-Josef Pemsel entre dans l'armée allemande pendant la Première Guerre mondiale en avril 1916 en tant que volontaire. Il est affecté au 11e régiment d'infanterie royal bavarois (de) de l'armée bavaroise, avec laquelle il voit l'action sur le front occidental. Le 30 avril 1918, il est promu Oberleutnant (lieutenant). Après l'armistice, Max-Josef Pemsel reste dans l'armée réduite allemande Reichswehr. En 1935, il devient officier d'état-major dans la 1re division de montagne.
Pendant la Seconde Guerre mondiale, il combat dans différents théâtres. En 1941, pendant l'invasion de la Yougoslavie, il est le chef d'état-major du XVIII. Gebirgskorps. Il ordonne cette année-là l'exécution de 2100 détenus yougoslaves en représailles de la mort de quelques soldats allemands . En 1944, il est promu au grade de Generalleutnant (lieutenant-général) et nommé chef d'état-major de la 7e Armée, avec laquelle il coordonne la première réponse allemande à l'opération Overlord. En août 1944, Max-Josef Pemsel est transféré vers la Finlande et prend le commandement de la 6e division de montagne, qu'il conserve jusqu'au 19 avril 1945. Le 9 décembre 1944, il reçoit la Croix de chevalier de la Croix de fer. En avril 1945, il est transféré vers l'Italie, où il devient chef d'état-major du groupe d'armées Ligurie. Il se rend le 26 avril 1945 et reste prisonnier de guerre jusqu'en avril 1948.
Le 26 avril 1956, Max-Josef Pemsel entre dans la nouvelle armée allemande : la Bundeswehr au grade de Generalmajor et reçoit le commandement de la Wehrbereich VI (Munich). Le 1er avril 1957, il est promu au grade de général commandant du II. Korps (de), stationné à Ulm. Le 30 janvier 1958, il est promu au grade de Generalleutnant.
Max-Josef Pemsel prend sa retraite le 30 septembre 1961 et meurt le 30 juin 1985 à Munich.

## Distinctions
- Croix de fer (1914)
  - 2e classe
  - 1re classe
- Ordre du Mérite militaire (Bavière) 4e Classe avec glaives
- Österreichische Kriegserinnerungsmedaille
- Ungarische Weltkriegs-Erinnerungsmedaille
- Décoration des Jeux olympiques 2e classe
- Médaille de service de la Wehrmacht 4e à 1re Classe
- Médaille de l'Anschluss
- Agrafe de la Croix de fer (1939)
  - 2e classe
  - 1re classe
- Croix de chevalier de la Croix de fer[2]
  - Croix de chevalier le 9 décembre 1944 en tant que Generalmajor et commandant de la 6e division de montagne
- Grand officier de l'ordre du Mérite de la République fédérale d'Allemagne
- Ordre bavarois du Mérite
- Officier de la Legion of Merit